# Дивоптах золотоспинний
Дивоптах золотоспинний (Paradisaea decora) — вид горобцеподібних птахів родини дивоптахових (Paradisaeidae).

## Поширення
Ендемік Папуа Нової Гвінеї. Поширений лише на двох невеликих островах Фергюссон і Норманбі з архіпелагу Д'Антркасто. За оцінками 2016 року, популяція виду становить не більше 650 птахів - приблизно 500 на Фергуссоні та 150 на Норманбі. Середовище проживання цих птахів представлені ділянками первинного і вторинного тропічний лісу на висоті до 600 м над рівнем моря.

## Опис
Птах середнього розміру, завдовжки 29-33 см, вагою до 237 г. Помітний чіткий статевий диморфізм. У самиць вохриста голова
з темнішою основою горла та дзьоба та зі слабкими зеленуватими блискучими відтінками, зокрема біля ніздрів, тоді як спина, крила та хвіст оливково-коричневого кольору, а груди та живіт набувають коричневих відтінків. Самець має сірчано-жовту голову, потилицю та плечі, смарагдово-зелене горло і дзьоб, крила, хвіст і спина оливково-коричневого кольору, груди і живіт лавандового кольору, а з боків тіла у вигляді шлейфу відходять довгі пера червоного кольору. У обох статей очі жовті, дзьоб синювато-сірий, а ноги чорнуваті.

## Спосіб життя
Трапляється парами або поодинці. Живе під пологом лісу. Живиться переважно фруктами, в основному інжиром. Рідше поїдає комах і нектар.
Сезон розмноження триває з вересня по грудень. Полігамний вид. Самці токують, щоб привабити якомога більше самиць. Під час токування декілька самців збираються на спеціальному місці. Звідси вони починають видавати хриплий спів, щоб привабити самиць, а потім починають шлюбний ритуал, який супроводжується співом, що нагадує спрацьовування автосигналізації. Самець повільно розпростирає крила і довгі пера з боків. Потім починається змагання між кількома самцями, стрибаючи туди-сюди вздовж своєї гілки, махаючи крилами і видаючи носове щебетання, махаючи пір'ям спини, періодично зупиняючись, щоб махати крилами і кланятися вперед. Самиці спостерігають за ритуалом збоку, перш ніж вибрати, з яким самцем будуть паруватися. Після спаровування самиці самостійно займаються будівництвом гнізда, насиджуванням яєць та доглядом за потомством.